# كريستوف غونتر
كريستوف غونتر (بالألمانية: Christoph Günther)‏ هو لاعب غولف ألماني، ولد في 22 يوليو 1975 في غوتينغن في ألمانيا.

## وصلات خارجية
- كريستوف غونتر على موقع رابطة أوروبا للاعبي الغولف المحترفين (الإنجليزية)
- كريستوف غونتر على موقع التصنيف العالمي الرسمي للغولف (الإنجليزية)